# Hütsee
Der Hütsee ist ein Baggersee südlich von Kemmern im oberfränkischen Landkreis Bamberg in Deutschland.

## Geografie
Der Hütsee befindet sich in einer Seehöhe von 235 m am südwestlichen Ortsrand von Kemmern, etwa acht Kilometer Luftlinie nördlich von Bamberg. Einziger Zu- und Abfluss ist der Main. Der See misst etwa 65.000 m², bei einer Länge von 460 m und 160 m Breite. Der Uferumfang beträgt rund 1,2 km. Der größte Teil des Ufers zählt zum Naturpark Haßberge und ist ein beliebtes Angelgebiet. Ein Abschnitt in der Nähe eines nördlich angrenzenden Sportplatzes ist zum Baden freigegeben.

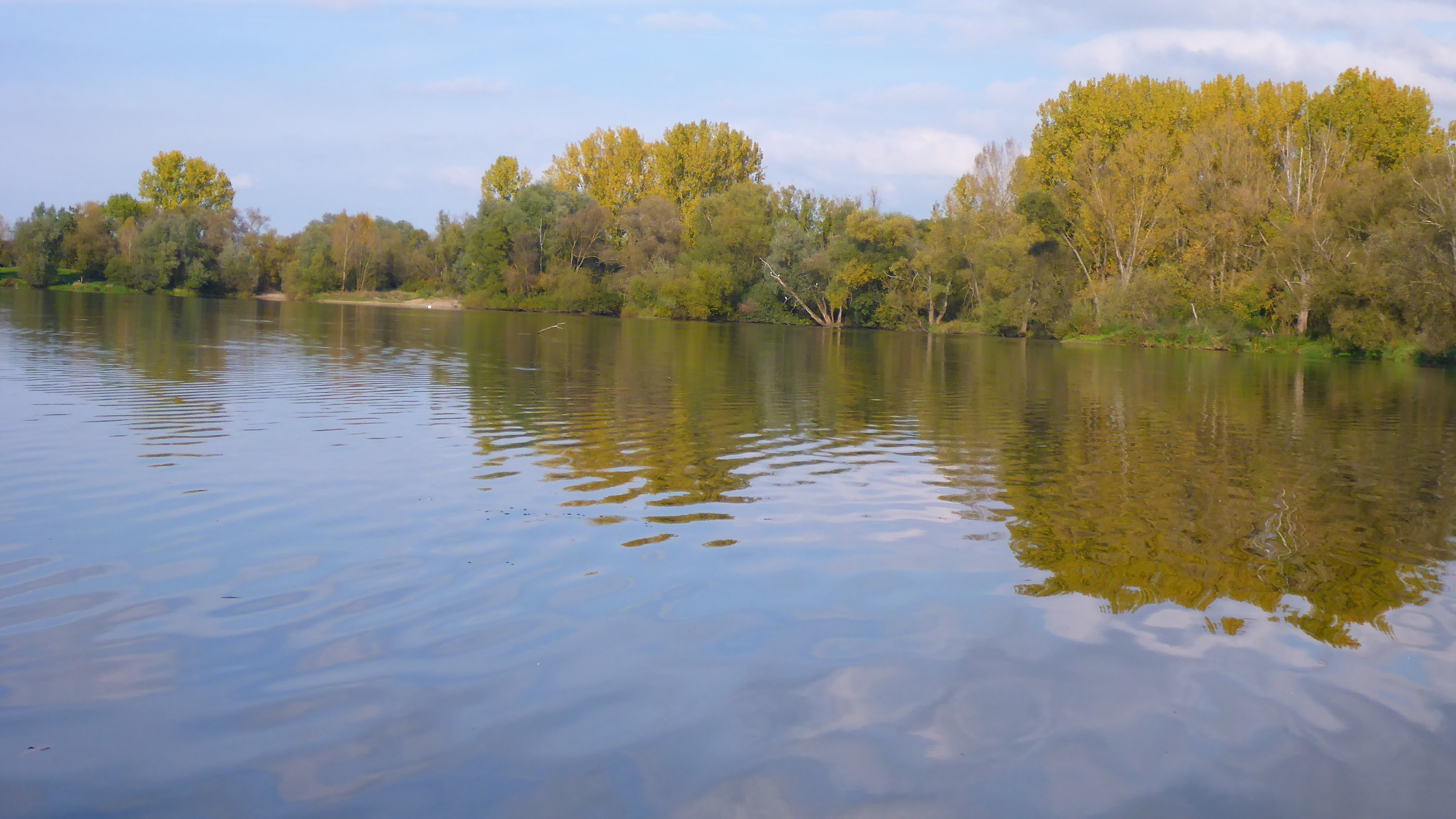
Blick zum Nordostufer
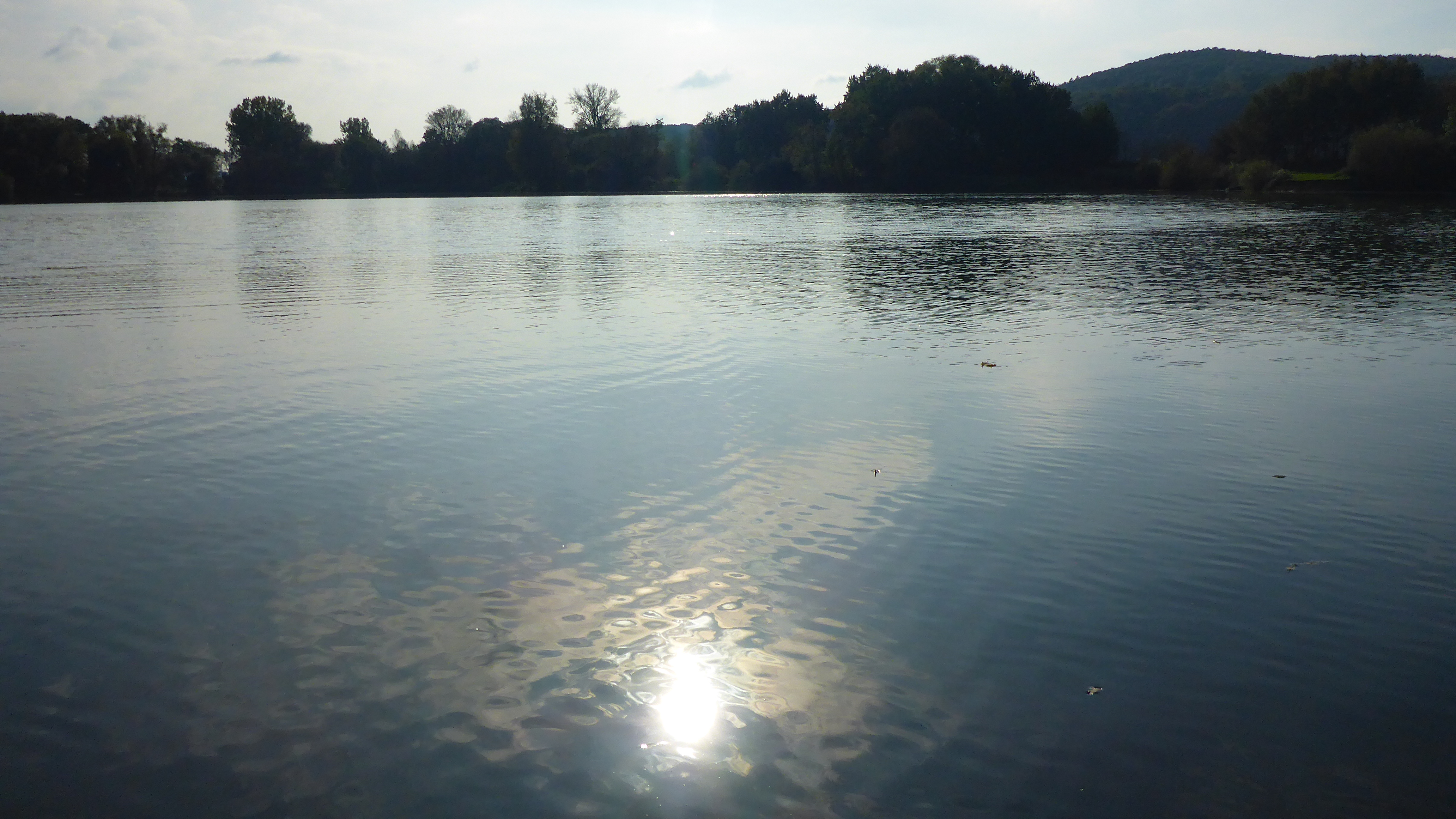
Von Norden